# Sardisches Pferd
Sardisches Pferd, auch Sardischer Anglo-Araber oder kurz Sardo, bezeichnet eine Warmblutrasse Sardiniens, die ihren Ursprung im 16. Jahrhundert hat. Die Pferde sind in ihrer Heimat als zähe und ausdauernde Reitpferde und gute Springer bekannt. Sie besitzen Härte und Leistungsbereitschaft und werden als mutig und intelligent beschrieben.

## Merkmale
Die Pferde dieser Rasse sind um 157 cm groß und erscheinen meist in Brauntönen. Man sieht ihnen deutlich den orientalischen Einfluss an, allerdings haben viele der Pferde auch große Mängel aufzuweisen.

Charakteristisch sind die lange, schräge Schulter und die schwach bemuskelte Hinterhand, mit allerdings meist gutem Schweifansatz. Außerdem haben die Pferde meist lange Röhren und die Hinterbeine sind selten korrekt.

## Zucht
Die Urahnen der Rasse entstanden im 16. Jahrhundert aus Arabern und Berbern. Später führte Ferdinand der Katholische noch spanisches Blut ein.

Ab 1720 wurde die Zucht vernachlässigt und 1908 mit der Einführung arabischer Hengste zur Verbesserung wieder aufgenommen.

Gestüte, auf denen das Sardische Pferd gezüchtet wurde und wird, sind bei Santu Lussurgiu Padromannu, Mores, Monte Minerva und Abbasanta.